# Alvah Meyer
Alvah T. Meyer (* 18. Juli 1888 in New York City; † 19. Dezember 1939 in Tucson, Arizona) war ein US-amerikanischer Leichtathlet, der in den Jahren des Ersten Weltkriegs im Sprint erfolgreich war.
Er gewann vier US-amerikanische Meistertitel:
| Jahr | 100 yds (s) | 220 yds (s)    | Halle (s)                                   |
| ---- | ----------- | -------------- | ------------------------------------------- |
| 1911 |             |                | Meister 60 yds (6,6)                        |
| 1912 | Zweiter     | Meister (21,8) |                                             |
| 1913 | Dritter     | Vierter        |                                             |
| 1914 | Dritter     | Dritter        | Meister 60 yds (7,6) Meister 300 yds (32,2) |
| 1915 | Zweiter     | Dritter        |                                             |
| 1916 | Zweiter     | Fünfter        |                                             |

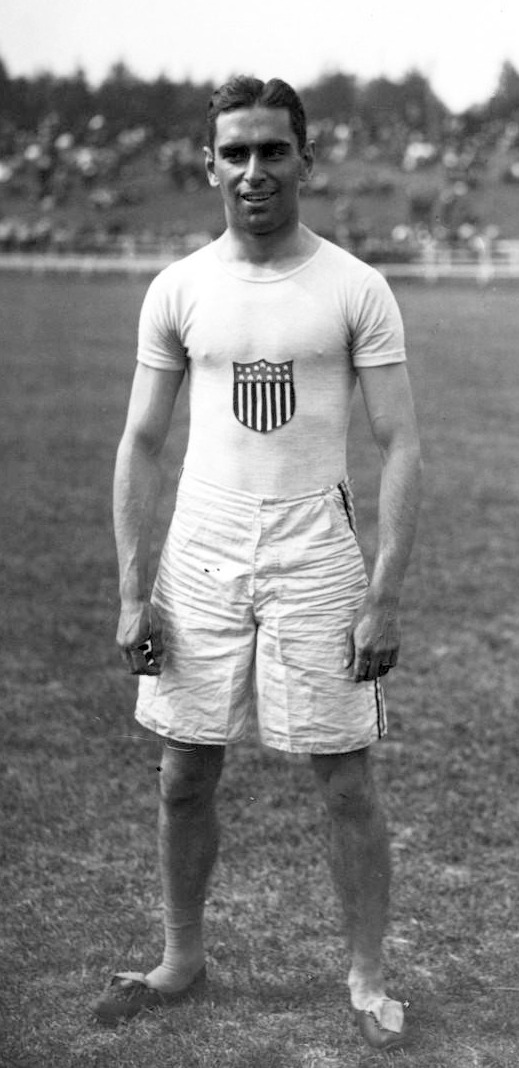
Alvah Meyer, 1912

Hinzu kommen zwei Siege bei den offenen Kanadischen Meisterschaften in den Jahren 1911 und 1912 (100 Yards jeweils in 10,0 s).
Alvah Meyer nahm an den V. Olympischen Sommerspielen 1912 in Stockholm teil und gewann über 100 Meter in 10,9 s die Silbermedaille vor dem zeitgleichen Donald Lippincott (Zeit des Siegers Ralph Craig: 10,8 s).